# 斯温顿
斯温顿（英語：Swindon，发音ⓘ）是一个位于英格兰西南部威爾特郡的一个大镇，也是威尔特最大的城镇。其位于伦敦以西81英里，雷丁以西40英里，以及布里斯托尔以东40英里。城镇处于英国大西部铁路的中心。摩托罗拉、罗孚在这里有工厂。此外，城镇内有著名的魔术环形交叉。
斯温顿2011年人口普查时人口为209,000人，自2001年增长16.2%。其原因是因为根据1952年的城市发展法，斯温顿被评为膨胀的镇。

## 外部链接

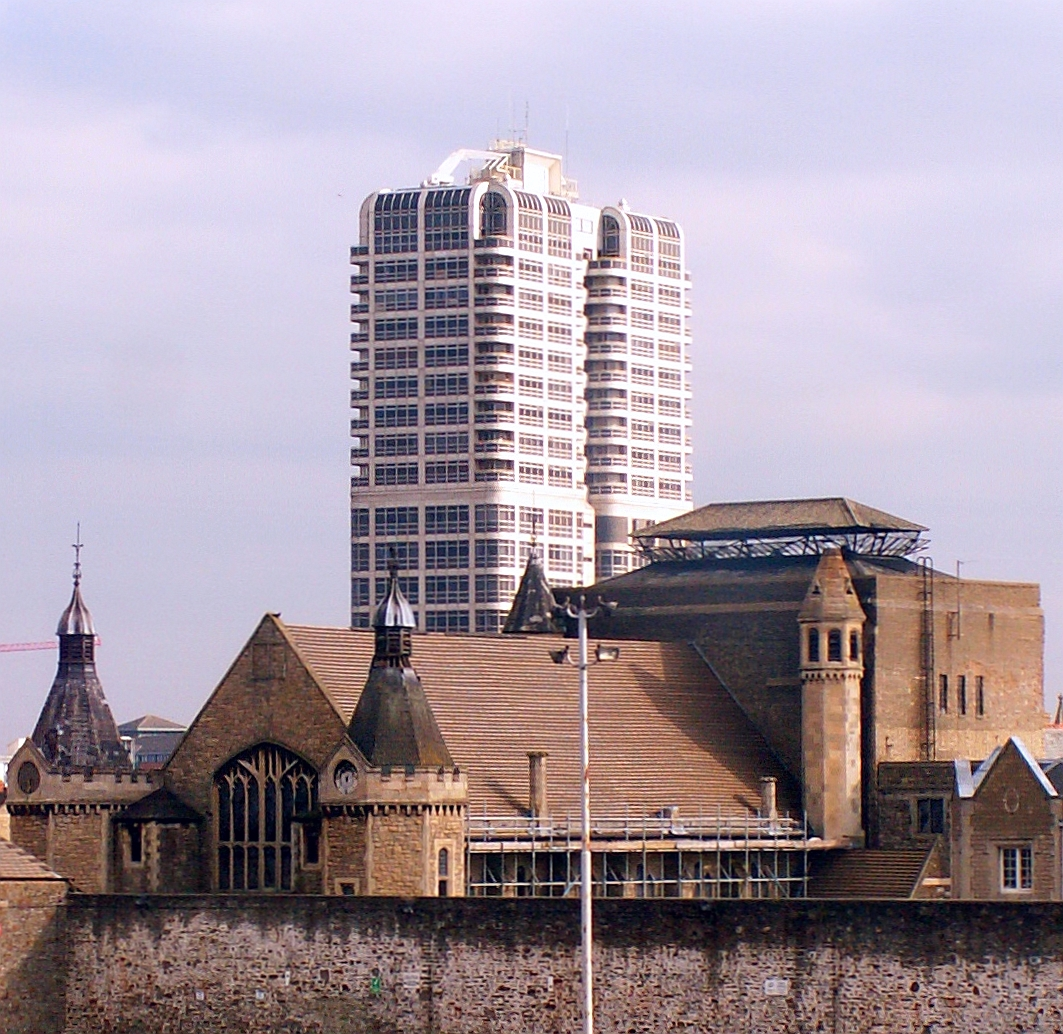

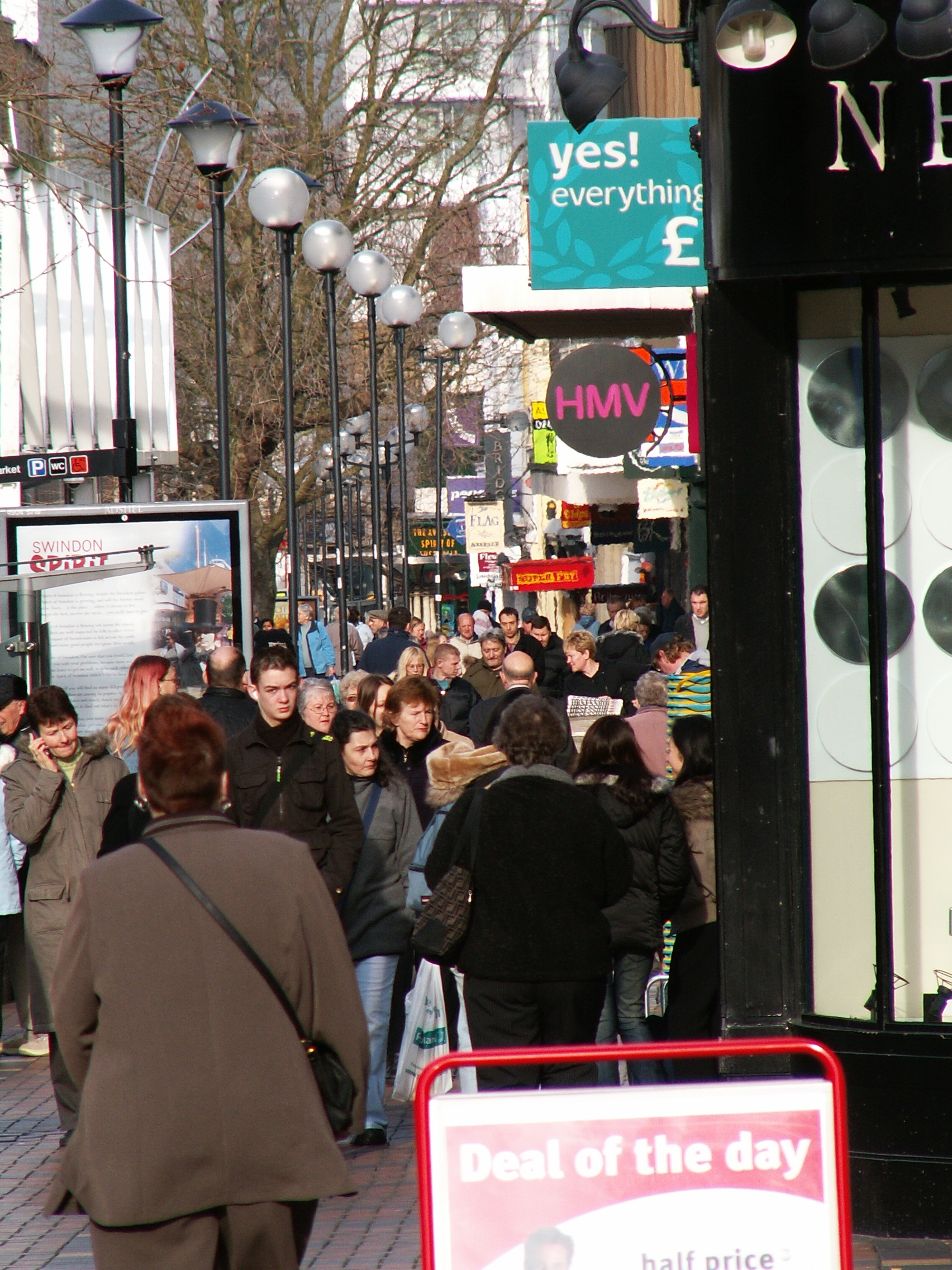
斯温顿购物中心

魔术环形交叉

## 体育
斯温顿足球俱乐部总部设于斯温顿。

## 友好城市

### 正式
- 德国薩爾茨吉特
- 尼加拉瓜奧科塔爾
- 美国弗罗里达州奥兰多

### 已签署友谊及合作协议
- 波兰托伦